# UFC 159
UFC 159: Jones vs. Sonnen è stato un evento di arti marziali miste organizzato dalla Ultimate Fighting Championship che si è tenuto il 27 aprile 2013 al Prudential Center di Newark, Stati Uniti.

## Retroscena
Steven Siler avrebbe dovuto affrontare Jimy Hettes, ma quest'ultimo s'infortunò e venne sostituito con Kurt Holobaugh.
Joe Proctor e Al Iaquinta avrebbero dovuto affrontarsi in questo evento ma entrambi subirono infortuni durante l'allenamento e il match saltò.
Johnny Bedford doveva vedersela con Erik Pérez, ma quest'ultimo diede forfait per infortunio a pochi giorni dall'incontro e venne rimpiazzato da Bryan Caraway.
L'evento prevedeva anche un incontro tra Nick Catone e James Head, ma Catone prima mancò il peso e successivamente finì in ospedale per disidratazione, e a quel punto la sfida saltò.
Questo evento è stato caratterizzato da svariati infortuni anche all'interno della gabbia: si è assistito a ben due decisioni tecniche in quanto sia Gian Villante che Alan Belcher vennero accidentalmente accecati dall'avversario durante la terza ripresa ed entrambi gli incontri terminarono subito dopo tali episodi; inoltre Yancy Medeiros dovette arrendersi a seguito della frattura del pollice di una mano.
Pat Healy, vittorioso per sottomissione nel suo match contro Jim Miller, venne trovato positivo all'utilizzo di marijuana, e di conseguenza il risultato dell'incontro venne cambiato in No Contest e il premio Submission of the Night, precedentemente assegnato proprio ad Healy, venne conferito a Bryan Caraway, mentre il premio Fight of the Night venne revocato e non riassegnato.

## Risultati

### Card Preliminare
- Incontro categoria Pesi Piuma:  Steven Siler contro  Kurt Holobaugh

Siler sconfisse Holobaugh per decisione unanime (29-28, 29-28, 29-28).
- Incontro categoria Pesi Piuma:  Leonard Garcia contro  Cody McKenzie

McKenzie sconfisse Garcia per decisione unanime (29-28, 30-27, 30-27).
- Incontro categoria Pesi Gallo:  Bryan Caraway contro  Johnny Bedford

Caraway sconfisse Bedford per sottomissione (ghigliottina) a 4:44 del terzo round.
- Incontro categoria Pesi Gallo Femminili:  Sara McMann contro  Sheila Gaff

McMann sconfisse Gaff per KO Tecnico (pugni) a 4:06 del primo round.
- Incontro categoria Pesi Mediomassimi:  Gian Villante contro  Ovince St. Preux

St. Preux sconfisse Villante per decisione tecnica maggioritaria (30-28, 30-28, 29-29) a 0:33 del terzo round.
- Incontro categoria Pesi Leggeri:  Rustam Khabilov contro  Yancy Medeiros

Khabilov sconfisse Medeiros per KO Tecnico (infortunio) a 2:32 del primo round.

### Card Principale
- Incontro categoria Pesi Leggeri:  Jim Miller contro  Pat Healy

Inizialmente vittoria di Healy per sottomissione (strangolamento da dietro) a 4:02 del terzo round, poi cambiata in No Contest perché lo stesso Healy venne trovato positivo all'utilizzo di marijuana.
- Incontro categoria Pesi Mediomassimi:  Phil Davis contro  Vinny Magalhães

Davis sconfisse Magalhães per decisione unanime (30-27, 30-27, 29-28).
- Incontro categoria Pesi Massimi:  Roy Nelson contro  Cheick Kongo

Nelson sconfisse Kongo per KO (pugno) a 2:03 del primo round.
- Incontro categoria Pesi Medi:  Michael Bisping contro  Alan Belcher

Bisping sconfisse Belcher per decisione tecnica unanime (30-27, 30-27, 29-28) a 4:29 del terzo round.
- Incontro per il titolo dei Pesi Mediomassimi:  Jon Jones (c) contro  Chael Sonnen

Jones sconfisse Sonnen per KO Tecnico (gomitate e pugni) a 4:33 del primo round difendendo il titolo dei pesi mediomassimi UFC.

## Premi
I seguenti lottatori sono stati premiati con un bonus di 65.000 dollari:
- Fight of the Night:  Jim Miller
- Knockout of the Night:  Roy Nelson
- Submission of the Night:  Bryan Caraway